# مقاطعة جرينلاند (الدنمارك)
مقاطعة جرينلاند (بالجرينلاندية: Kalaallit Nunaat) (بالدنماركية: Grønlands Amt)‏، كانت أمت (مقاطعة) ضمن الدنمارك، ضمت جرينلاند والجزر المرتبطة بها، قبل منح الحكم الذاتي لجرينلاند.

## تاريخ
في عام 1953، انتهى الوضع الاستعماري لجرينلاند مع وضع الدستور الدنماركي لعام 1953. عندما انتهى الوضع الاستعماري، تم دمج جرينلاند في المملكة الدنماركية باعتبارها أمت (مقاطعة) والتي منحت سكان جرينلاند الجنسية الدنماركية. ونتيجة لذلك، حدث تغيير في السياسات الدنماركية تجاه جرينلاند والتي كانت تتكون من استراتيجية الاستيعاب الثقافي. خلال هذه الفترة، شجعت الحكومة الدنماركية الاستخدام الحصري للغة الدنماركية في الأمور الرسمية، وطلبت من سكان جرينلاند الذهاب إلى الدنمارك لإكمال تعليمهم ما بعد الثانوي؛ نشأ العديد من أطفال جرينلاند في مدارس داخلية في جنوب الدنمارك، وفقد العديد منهم روابطهم الثقافية مع جرينلاند. أدت هذه السياسة أيضاً إلى نتائج عكسية، حيث أدت إلى إعادة تأكيد الهوية الثقافية الجرينلاندية من قبل النخبة الجرينلاندية، مما أدى إلى حركة مؤيدة للاستقلال وصلت إلى ذروتها في السبعينيات؛ ولهذا السبب، تشكلت رغبة أخرى في إثبات شرعية وضع جرينلاند في الدنمارك، مما أدى إلى قانون الحكم الداخلي لعام 1979، والذي أعطى جرينلاند حكمًا ذاتياً محدوداً مع سيطرة هيئتها التشريعية الخاصة على بعض السياسات الداخلية، بينما حافظ برلمان الدنمارك على كامل حقوقه، كالسيطرة على السياسات الخارجية والأمن والموارد الطبيعية. دخل القانون حيز التنفيذ في 1 مايو 1979.